# エドゥアルド・コーン
エドゥアルド・コーン（Eduardo Kohn）は、マギル大学の人類学助教授（Assistant Professor）。2014年グレゴリー・ベイトソン賞を受賞。コーンは人類学への重要な貢献によって学会での認知度を年々高めている。2013年に発表した著書『森は考える（How Forests Think）』はケンブリッジ大学の人類学教授マリリン・ストラザーンによって「最も創造的な意味での思考の弾みを備えた、［…］人間の象徴的思考力が生み出した至高の作品」と評価されている。同書はアマゾン上流域での4年の民俗学的フィールドワークの成果であり、人類学的思考における最も基礎的な前提に挑戦しようとしたものである。チャールズ・サンダース・パースの記号学理論を用いてコーンが示そうとしていることとは、人間を含むあらゆる生物は意味作用のプロセスに携わっており、それによって思考し学習する能力を持つということである。コーンによれば、自己とは人間のみが有する観念ではなく、記号を用いてコミュニケーションを行うあらゆる生物が持つものであり、そこから「複数の自己の生態学（ecology of selves）」という、人間と非人間がその一部に含まれる複合体が帰結する。コーンは近年議論されている様々な研究（ブルーノ・ラトゥール、ダナ・ハラウェイ、エドゥアルド・ヴィヴェイロス・デ・カストロなどによるもの）に依拠しており、社会科学の対象を人間関係に限定せず、より広い射程を持った分野として考えようとしている。
2014年、学術誌『HAU』はコーンの『森は考える』についてのシンポジウム記録を収録し、ブルーノ・ラトゥールとフィリップ・デスコラによる寄稿も掲載した。

## 著作
- Further Thoughts on Sylvan Thinking in Hau vol. 4 No. 2 (2014)
- How Forests Think: Towards and Anthropology Beyond the Human, University of California Press (2013)
奥野克巳、近藤宏監訳、近藤祉秋、二文字屋脩訳『森は考える――人間的なるものを超えた人類学』亜紀書房、2016年
- How dogs dream: Amazonian natures and the politics of transspecies engagement in American Ethnologist, Vol. 34, No. 1, pp. 3–24 (2007)